# Liste des cathédrales de Toronto
- La cathédrale Saint-Jacques de l'Église anglicane du Canada
- La cathédrale Saint-Michel de l'Église catholique romaine
- La cathédrale Saint-André de l'Église évangélique luthérienne d'Estonie
- La cathédrale du Bon-Pasteur de Église catholique chaldéenne
- La cathédrale Saint-Josaphat de l'Église grecque-catholique ukrainienne
- La cathédrale du Christ-Sauveur de l'Église orthodoxe en Amérique
- La cathédrale des saints Cyrille et Méthode de l'Église orthodoxe bulgare
- La cathédrale de l'Annonciation de la Vierge Marie de l'Église orthodoxe grecque
- La cathédrale Saint-Volodomyr de l'Église orthodoxe ukrainienne du Canada